# Amsterdamsche Football Club Ajax 1970-1971
Questa voce raccoglie le informazioni riguardanti l'Amsterdamsche Football Club Ajax nelle competizioni ufficiali della stagione 1970-1971.

## Avvenimenti
In questa stagione arrivano tra gli altri Johan Neeskens e Johnny Rep, mentre avevano lasciato Gerrit Bals, che aveva lasciato il posto a Heinz Stuy, e Bennie Muller. L'Ajax di Rinus Michels chiude il campionato 1971 in seconda posizione, quattro punti dietro ai rivali del Feyenoord. In Coppa d'Olanda, i Lancieri partono dal secondo turno, essendo i detentori del torneo: eliminano Heracles Almelo (0-3), Den Bosch (4-0), Feyenoord (1-2) e N.E.C. (2-0), arrivando in finale, dove pareggiano la sfida contro lo Sparta Rotterdam (2-2). Il replay del match, è vinto dall'Ajax per 2-1.
In Coppa dei Campioni, l'Ajax supera 17 Nëntori Tirana (4-2), Basilea (5-1), Celtic (3-1) e Atlético Madrid (3-1), raggiungendo nuovamente la finale di Coppa dei Campioni, dopo la sconfitta patita contro il Milan nel 1969. Nell'ultimo incontro dell'edizione, l'Ajax supera per 2-0 il Panathīnaïkos del capocannoniere Antōnīs Antōniadīs, ottenendo il primo successo nella massima competizione europea, il secondo consecutivo per le squadre dei Paesi Bassi dopo quello del Feyenoord dell'anno precedente.
Johan Cruijff è il miglior marcatore stagionale dei Lancieri in campionato (21 gol), in coppa (5) e in totale (27). In Coppa Campioni primeggia invece Piet Keizer con 4 centri.
Dopo questi successi Michels lascia la squadra per approdare al Barcellona.

## Organico

### Rosa
| N. |                        | Ruolo | Calciatore        |
| -- | ---------------------- | ----- | ----------------- |
|    | Paesi Bassi (bandiera) | P     | Sies Wever        |
|    | Paesi Bassi (bandiera) | P     | Heinz Stuy        |
|    | Germania (bandiera)    | D     | Horst Blankenburg |
|    | Paesi Bassi (bandiera) | D     | Barry Hulshoff    |
|    | Paesi Bassi (bandiera) | D     | Ruud Krol         |
|    | Paesi Bassi (bandiera) | D     | Gerrie Mühren     |
|    | Paesi Bassi (bandiera) | D     | Wim Suurbier      |
|    | Paesi Bassi (bandiera) | D     | Ruud Suurendonk   |

| N. |                        | Ruolo | Calciatore                 |
| -- | ---------------------- | ----- | -------------------------- |
|    | Jugoslavia (bandiera)  | D     | Velibor Vasović (capitano) |
|    | Paesi Bassi (bandiera) | C     | Johan Cruijff              |
|    | Paesi Bassi (bandiera) | C     | Arie Haan                  |
|    | Paesi Bassi (bandiera) | C     | Johan Neeskens             |
|    | Paesi Bassi (bandiera) | C     | Nico Rijnders              |
|    | Paesi Bassi (bandiera) | C     | Sjaak Swart                |
|    | Paesi Bassi (bandiera) | A     | Piet Keizer                |
|    | Paesi Bassi (bandiera) | A     | Dick van Dijk              |

## Risultati

### Eredivisie
|  | N.E.C. | 0 – 0 | Ajax |  |

|  | Ajax | 2 – 0 | MVV |  |

|  | ADO Den Haag | 1 – 0 | Ajax |  |

|  | Ajax | 4 – 0 | DWS |  |

|  | Volendam | 0 – 3 | Ajax |  |

|  | Ajax | 3 – 1 | Telstar |  |

|  | Excelsior | 1 – 1 | Ajax |  |

|  | Ajax | 2 – 2 | Sparta Rotterdam |  |

|  | Twente | 1 – 0 | Ajax |  |

|  | Ajax | 1 – 0 | PSV |  |

|  | NAC Breda | 0 – 2 | Ajax |  |

|  | Ajax | 2 – 1 | Holland Sport |  |

|  | Ajax | 8 – 1 | AZ Alkmaar |  |

|  | Haarlem | 0 – 5 | Ajax |  |

|  | Ajax | 7 – 1 | Utrecht |  |

|  | Feyenoord | 1 – 1 | Ajax |  |

|  | Ajax | 4 – 1 | N.E.C. |  |

|  | MVV | 1 – 0 | Ajax |  |

|  | Ajax | 3 – 0 | ADO Den Haag |  |

|  | DWS | 0 – 1 | Ajax |  |

|  | Ajax | 5 – 1 | Go Ahead Eagles |  |

|  | Ajax | 4 – 0 | Volendam |  |

|  | Telstar | 0 – 1 | Ajax |  |

|  | Sparta Rotterdam | 0 – 0 | Ajax |  |

|  | Ajax | 3 – 0 | Twente |  |

|  | Ajax | 7 – 0 | Excelsior |  |

|  | PSV | 0 – 3 | Ajax |  |

|  | Ajax | 3 – 0 | NAC Breda |  |

|  | Holland Sport | 0 – 3 | Ajax |  |

|  | AZ Alkmaar | 0 – 3 | Ajax |  |

|  | Ajax | 4 – 0 | Haarlem |  |

|  | Utrecht | 0 – 3 | Ajax |  |

|  | Ajax | 1 – 3 | Feyenoord |  |

|  | Go Ahead Eagles | 4 – 1 | Ajax |  |

### KNVB beker
|  | Heracles Almelo | 0 – 3 | Ajax |  |

|  | Ajax | 4 – 0 | Den Bosch |  |

|  | Feyenoord | 1 – 2 | Ajax |  |

|  | Ajax | 2 – 0 | N.E.C. |  |

|  | Ajax | 2 – 2 | Sparta Rotterdam |  |

|  | Ajax | 2 – 1 | Sparta Rotterdam |  |

### Coppa dei Campioni
|  | Tirana | 2 – 2 | Ajax |  |

|  | Ajax | 2 – 0 | Tirana |  |

|  | Ajax | 3 – 0 | Basilea |  |

|  | Basilea | 1 – 2 | Ajax |  |

|  | Ajax | 3 – 0 | Celtic |  |

|  | Celtic | 1 – 0 | Ajax |  |

|  | Atlético Madrid | 1 – 0 | Ajax |  |

|  | Ajax | 3 – 0 | Atlético Madrid |  |

|  | Ajax | 2 – 0 | Panathīnaïkos |  |

## Statistiche

### Statistiche di squadra
| Competizione       | Punti | Totale | Totale | Totale | Totale | Totale | Totale |
| Competizione       | Punti | G      | V      | N      | P      | Gf     | Gs     |
| ------------------ | ----- | ------ | ------ | ------ | ------ | ------ | ------ |
| Eredivisie         | 53    | 34     | 24     | 5      | 5      | 90     | 20     |
| KNVB beker         | -     | 6      | 5      | 1      | 0      | 15     | 4      |
| Coppa dei Campioni | -     | 9      | 6      | 1      | 2      | 17     | 5      |
| Totale             |       | 49     | 35     | 7      | 5      | 122    | 29     |